# Buddhistenkrise
Die Buddhistenkrise war ein Zeitraum politisch-religiöser Anspannungen in Südvietnam vom 8. Mai bis 2. November 1963. Sie wurde durch das Verbot der buddhistischen Flagge durch die Regierung Ngô Đình Diệms ausgelöst und endete mit einem Putsch der Armee der Republik Vietnam (ARVN), wobei Ngô Đình Diệm festgenommen und später getötet wurde.

## Ausgangslage

Situation in Indochina 1960 bis 1963

1963 waren in Südvietnam 70 bis 90 Prozent der Bevölkerung buddhistischen Glaubens. Die von Ngô Đình Diệm geführte Regierung wurde jedoch von Vertretern der römisch-katholischen Minderheit dominiert. Die katholische Kirche war damals der größte Landbesitzer. Ngô Đình Diệm erließ viele Verordnungen und Gesetze und gab Anordnungen, welche von der buddhistischen Mehrheit als Diskriminierung wahrgenommen wurden. So gab es die Anweisung, hohe Militärgrade an Katholiken zu vergeben, woraufhin viele Soldaten zum Christentum konvertierten. Während die Flagge der Vatikanstadt teilweise bei großen Volksfesten gehisst wurde, verbot die Regierung am 7. Mai 1963, einen Tag vor Vesakh, dem höchsten buddhistischen Feiertag zur Erinnerung an die Geburt, die Erleuchtung und das Verlöschen Buddhas, das Hissen der buddhistischen Flagge.

## Verlauf

### Mai 1963
Am 8. Mai 1963, Vesakh, ignorierten viele Buddhisten dieses Verbot der buddhistischen Flagge bzw. verstießen aus Protest gegen dieses.
In Huế fand eine Demonstration von ca. 3000 Menschen im Stadtzentrum statt, welches daraufhin von Sicherheitskräften umstellt wurde. Der buddhistische Mönch Thích Quảng Đức rief auf dieser Demonstration dazu auf, sich gegen die Diskriminierung durch die Katholiken zu wehren, worauf sich mehr und mehr Menschen dem Protest anschlossen. Als am Abend zwei Explosionen die Stadt erschütterten, löste das Militär die Demonstration mit Waffengewalt auf. Der Militäreinsatz forderte neun Todesopfer.
Die Regierung bezichtigte den Vietkong, die Explosionen verursacht zu haben, und verteidigte den Waffeneinsatz als unbedingt gerechtfertigt.
An den darauffolgenden Tagen kam es zu Demonstrationen, bei denen sich Đức für gewaltlosen Widerstand einsetzte. Der Mai endete mit einer Großdemonstration von 500 Mönchen in Saigon, die nach der Demonstration für zwei Tage in Hungerstreik traten.

### Juni 1963
Am 1. Juni 1963 wurde die Entlassung von drei bedeutenden Amtsträgern, die mit dem Zwischenfall in Huế in Verbindung standen, durch das Ngô-Regime bekannt gegeben: Der Leiter der Provinzverwaltung sowie sein Stellvertreter und der Regierungsdelegierte für Zentralvietnam wurden ihrer Ämter enthoben. Zu diesem Zeitpunkt schien die Entwicklung allerdings schon nicht mehr umkehrbar.
Am 3. Juni 1963 wurden in Huế 67 friedlich demonstrierende Mönche durch einen Tränengasangriff der vietnamesischen Polizei und des Militärs verletzt, als die Chemikalie über die Köpfe der Betenden gegossen wurde. Die US-amerikanische Regierung drohte inoffiziell damit, dem katholischen Regime die Hilfe zu entziehen. 
Aus Protest gegen die Unterdrückung verbrannte sich der Mönch Thích Quảng Đức am 11. Juni auf dem Platz der Nationalversammlung selbst. Ein Foto der Selbstverbrennung Thích Quảng Đứcs ging als Pressefoto des Jahres 1963 um die Welt. Er ertrug die Verbrennung, ohne Anzeichen von Schmerzen oder eines Todeskampfes zu zeigen. Die als First Lady betrachtete Schwägerin des Präsidenten, Madame Nhu, und ihr Ehemann gaben dazu zynische Kommentare vor der Weltpresse ab, die den Protest noch steigerten. Sie bot an, zur nächsten Selbstverbrennung Benzin, Streichhölzer oder Senf mitzubringen. Später beschuldigte sie die Mönche des fehlenden Patriotismus, da sie importiertes Benzin benutzt hätten.
Zur gleichen Zeit wurde Saigon zum intellektuellen Zentrum der Protestbewegung. Mit Schriften, Demonstrationen und Hungerstreiks leisteten sie Widerstand gegen die Unterdrückung.

### Juli 1963
Am 7. Juli 1963 wurden amerikanische Journalisten, die einen buddhistischen Protestzug am neunten Jahrestag von Diệms Machtergreifung begleiteten, von der Geheimpolizei angegriffen. Da sie sich wehrten, wurden sie später in ihren Büros wegen eines Angriffs auf die Polizei festgenommen. Die Geheimpolizei unterstand Diệms Bruder Ngô Đình Nhu.

### August 1963
Am 20. August wurde Ngô Đình Diệm der Vorschlag unterbreitet, das Kriegsrecht zu verhängen und die Mönche zu zerstreuen. Die Moral der ARVN hatte unter den Protestaktionen schon stark gelitten, dafür wurde eine kommunistische Infiltration der Protestbewegung verantwortlich gemacht.
In den frühen Morgenstunden des 21. August führten Spezialeinheiten der ARVN eine Reihe synchronisierter Angriffe auf buddhistische Pagoden in Südvietnam aus. Mehr als 1400 Buddhisten wurden festgenommen, die Zahl der getöteten bzw. verschwundenen wird im dreistelligen Bereich geschätzt. Die bekannteste der gestürmten Pagoden war Xa Loi, welche mittlerweile zum Zentrum des buddhistischen Aufstandes geworden war. Zwei der Mönche suchten Zuflucht in der US-amerikanischen Hilfsmission, die ihnen Asyl gewährte. Die ARVN erklärte bald darauf ihre militärische Kontrolle über Saigon, strich im Zuge dessen alle kommerziellen Flüge in die Stadt und begann mit der Zensur der Presse.

### November 1963
Am 1. November 1963, nach sechs Monaten der Spannung und des wachsenden Widerstandes gegen das Regime, führten Generäle der ARVN einen Putsch gegen die Regierung Diệms aus. Diệm wurde gefangen genommen und das Regime somit gestürzt. Einen Tag später wurde Diệm ohne Gerichtsverhandlung während eines Transports erschossen.